# Jag behöver dig, Jesus
Jag behöver dig, Jesus är en psalm med text skriven 1960 av Daga Janson och musik av okänd upphovsman. 1962 tillkom verserna 3-4 som skrevs av Svante Widén.

## Publicerad i
- Segertoner 1988 som nr 475 under rubriken "Att leva av tro - Bönen".[1]